# Sielsowiet lubostański
Sielsowiet lubostański (ros. Любостанский сельсовет) – jednostka administracyjna wchodząca w skład rejonu bolszesołdatskiego w оbwodzie kurskim w Rosji.
Centrum administracyjnym sielsowietu jest wieś (ros. село, trb. sieło) Lubostań.

## Geografia
Powierzchnia sielsowietu wynosi 141,38 km².

## Historia
Status i granice sielsowietu zostały określone 21 października 2004 roku.

## Demografia
W 2017 roku sielsowiet zamieszkiwało 1222 mieszkańców.

## Miejscowości
W skład sielsowietu wchodzą miejscowości: Lubostań, Andriejewskij, Bolszoj Kamieniec, Wiesiołyj, Wydrin, Lewszyno, Leonowka, Skorodnoje.